# Eva Knardahl
Eva Knardahl Freiwald (10 mei 1927 - Oslo, 3 september 2006) was een Noorse pianiste. 
Knardahl was een muzikaal wonderkind dat reeds op haar twaalfde een klassiek concert weggaf. Na de Tweede Wereldoorlog vertrok ze naar de Verenigde Staten waar ze vijftien jaar lang bij het Minnesota Orchestra speelde. In 1967 keerde ze terug naar Noorwegen. Ze ontwikkelde zich in haar geboorteland tot een populaire muziekspecialiste en werd de eerste hoogleraar in de kamermuziek aan de Noorse muziekacademie.
Eva Knardahl overleed op 79-jarige leeftijd.